# Station Landeck-Zams
Station Landeck-Zams (tot 2006: Landeck) is een doorgangsstation aan de Arlbergspoorlijn in Landeck, Tirol en is een belangrijk knooppunt voor het toerisme in het westelijke Oberinntal. Het is het westelijke eindpunt van de regiotreinen en de S-treinen van en naar Innsbruck. De regiotreinen rijden een keer per uur en vaak zelfs een keer per half uur, de S-Bahn Tirol rijdt slechts af en toe naar Landeck. Daarnaast wordt het station bediend door de Railjet diensten tussen Wenen en Bregenz respectievelijk Zürich en de Transalpin tussen Graz en Zürich. Op het stationsplein hebben vele buslijnen van en naar de omliggende toeristische bestemmingen, zoals Kaunertal, Reschenpass, Serfaus-Fiss-Ladis, Paznaun en het Arlberggebied, hun haltes.

## Geschiedenis
Het station werd op 1 juni 1883 geoepnd als westelijk eindpunt van het deeltraject Innsbruck – Landeck van de Arlbergspoorlijn. Nadat de twee moeilijkste bouwwerken van het bergtraject, de Trisannabrug en de Arlbergtunnel, waren voltooid was de lijn tussen Landeck en Bludenz doorgaand berijdbaar. Op 31 augustus 1884 werd de eerste proefrit uitgevoerd en om de treindienst op de lijn op gang te krijgen werd begonnen met goederentreinen. De officiële opening vond plaats op 20 september 1884 en een dag later begonnen de Kaiserlich-königliche österreichische Staatsbahnen ook het reizigersverkeer. De aansluiting op de Spoorlijn Lindau - Bludenz betekende ook dat het station werd opgewaardeerd tot spoorwegkantoor.
Behalve de Arlberglijn naar het westen zou langs de Inn de Reschenscheideckspoorlijn naar Mals worden gebouwd. Voor deze lijn werden meerdere malen werkzaamheden begonnen maar de lijn werd nooit afgebouwd.
In 1999 kwam de Zammertunnel gereed die direct aansluit aan de oostkop van het emplacement. Deze tunnel werd aangelegd in het kader van de spoorverdubbeling van de Arlbergspoorlijn tussen Landeck en Ötztal, waarbij ook het station werd omgebouwd. Het station kreeg nieuwe perrons en een glazen stationshal tussen de natuurstenen gebouwen uit 1883. De dubbelsporige tunnel  betekende ook de opheffing van het eigen station in Zams, daarom werd op initiatief van de gemeente Zams het station met ingang van de zomerdienstregeling 2006 omgedoopt in Landeck-Zams. 

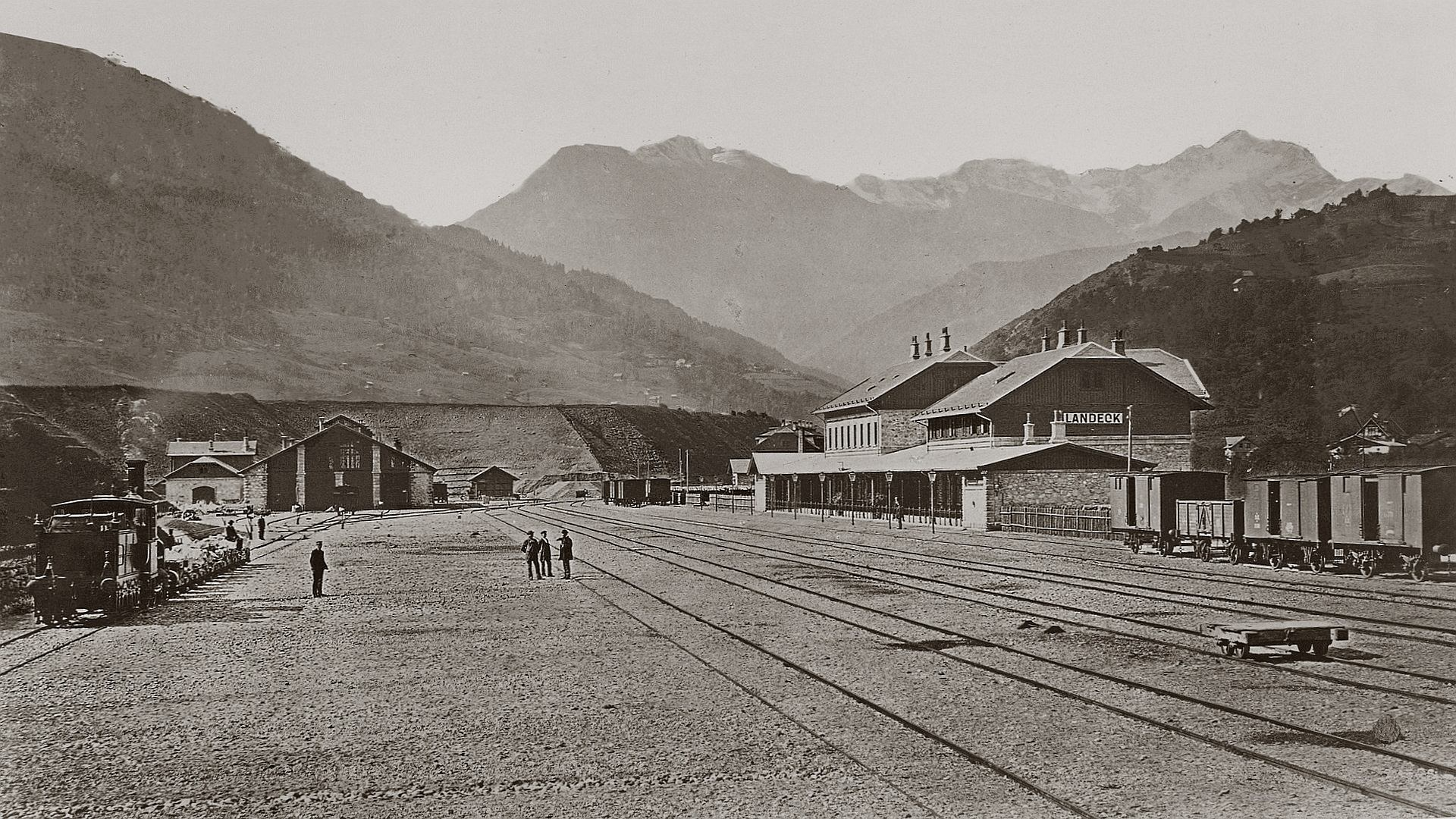
Het station in 1884
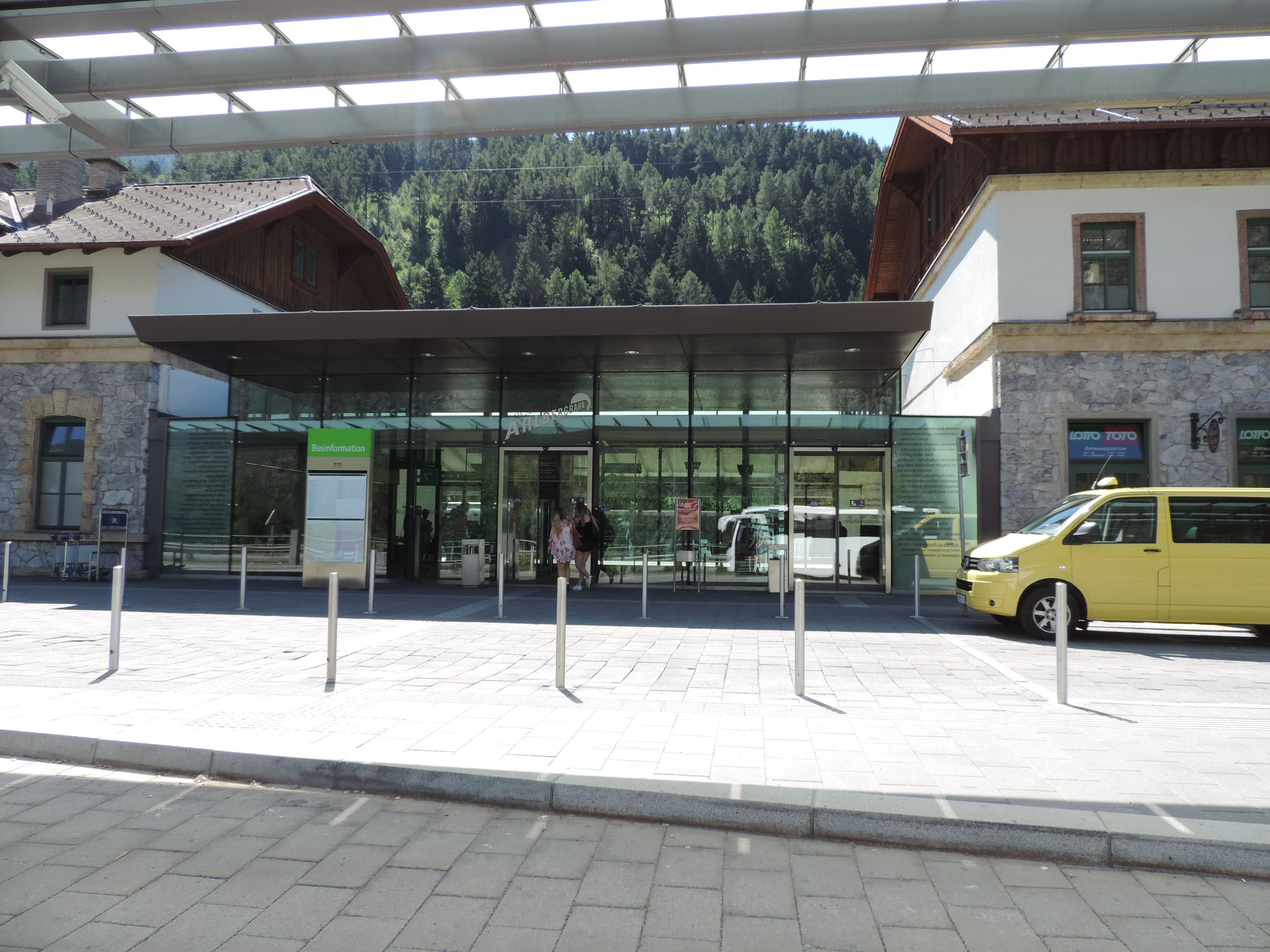
De nieuwe stationshal
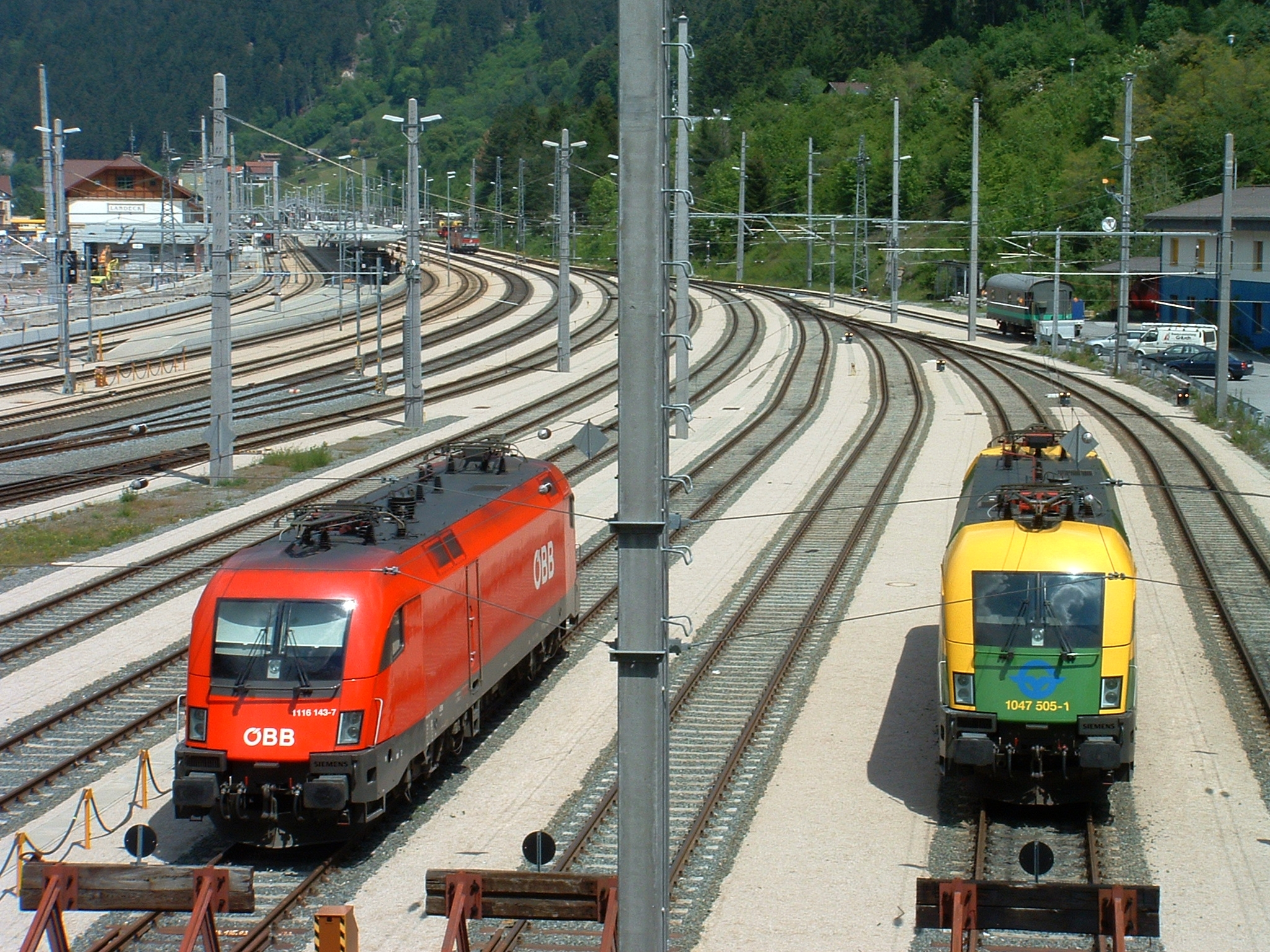
De opstelsporen

## Belang
Naast de functie als belangrijk station in het reizigersverkeer is het station ook van groot belang in de bedrijfsvoering. Omdat Landeck onderaan de oostelijke helling van de Arlbergspoorlijn ligt, worden hier regelmatig voorspan en opdruklocomotieven aan de treinen gekoppeld om de hellingen van de Arlberg, aan de oostkant tot 26 ‰ en aan de westkant tot 31 ‰, te nemen. Dit betreft vooral zware goederentreinen en de in het weekeinde meestal langere personentreinen. Zelfs de Orient-Express stopt hiervoor noodgedwongen kort in Landeck-Zams.
Doordat het bergtraject ten westen Landeck enkelsporig is kan het in uitzonderingsgevallen (reparaties, natuurgweld) tot een versperring van de Arlbergspoorlijn komen. In dat geval worden vervangende busdiensten ingelegd tussen Bludenz en Landeck, soms zelfs tot Ötztal. Hiervoor werd het stationsplein zo ingericht dat er ook als de spoorlijn uitvalt voldoende ruimte is voor bussen.

## Reizigersdienst
De dienstregeling 2024 (m.i.v. 10 december 2023) omvat de volgende treindiensten die Landeck-Zams bedienen.

### Langeafstand

#### Dagtreinen
De ÖBB-Railjet verzorgd een keer per uur een rit naar Bregenz en een rit naar Innsbruck/Wenen. In de loop van de dag rijden deze diensten door naar bijvoorbeeld Zürich, Bratislava en Boedapest. Als versterkingsrit rijdt er 's morgens en 's middags een sneltrein paar tussen Jenbach en Bregenz. Een maal per dag stoppen de Eurocity Transalpin en de ICE Innsbruck – Münster in beide richtingen in Landeck-Zams.

#### Nachttreinen
| Vervoerder | Trein          | Route                                                                      | Frequentie  |
| ---------- | -------------- | -------------------------------------------------------------------------- | ----------- |
| ÖBB        | NJ 446/447     | Wien Hbf. ARZ – Innsbruck Hbf. – Ötztal – Landeck-Zams – Bregenz           | 1 treinpaar |
| ÖBB        | NJ 464/465     | Graz Hbf. – Innsbruck Hbf. – Landeck-Zams – Zürich HB                      | 1 treinpaar |
| ÖBB        | NJ 466/467     | Zürich HB – Bregenz – Landeck-Zams – Innsbruck Hbf. – Wien Hbf.            | 1 treinpaar |
| ÖBB        | EN 40467/40462 | Budapest-Keleti / Praha hl. n. – Innsbruck Hbf. – Landeck-Zams – Zürich HB | 1 treinpaar |
| ÖBB        | EN 40414/40465 | Zagreb gl. kol. – Innsbruck Hbf. – Landeck-Zams – Zürich HB                | 1 treinpaar |

### Regiotreinen
Het station wordt in het regionale verkeer regelmatig door twee lijnen bediend. Vanaf de ochtend rijdt de REX1 een maal per uur tussen Innsbruck en Landeck-Zams. Daarnaast verzorgd de Westbahn een treinpaar per dag tijdens de spits tussen Bregenz en Innsbruck via Landeck-Zams. Vanaf Innsbruck rijdt de Westbahn verder naar Wenen.

### S-Bahn Tirol
De S-Bahn Tirol doet het station sporadisch aan. Tussen middernacht en de ochtend zijn er enkele ritten naar Innsbruck en Jenbach. De Nacht-S-Bahn, die rijdt in het weekeinde, verbindt Landeck-Zams met Kufstein. 

## Afbeeldingen

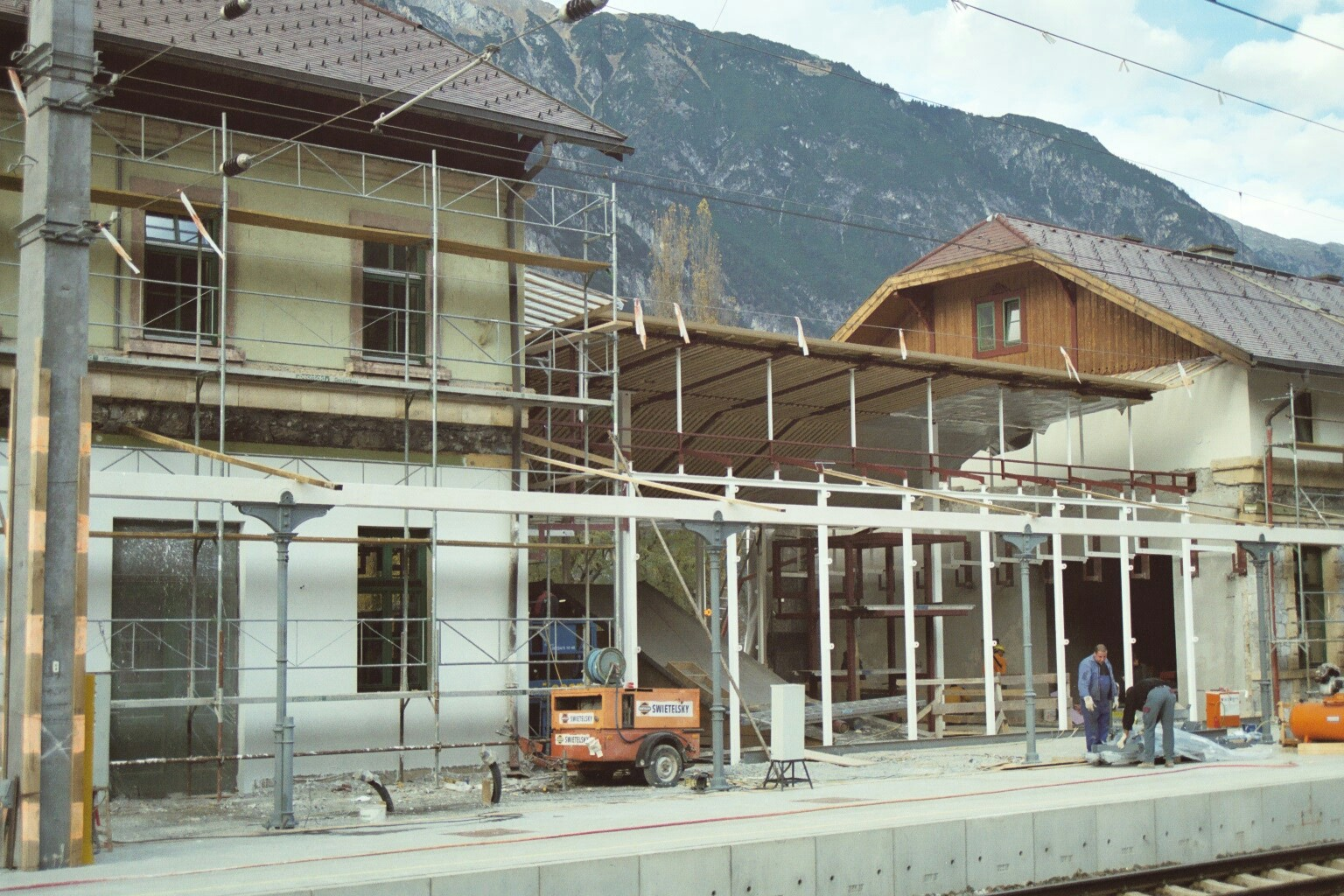
Ombouw van het station gezien aan de spoorzijde
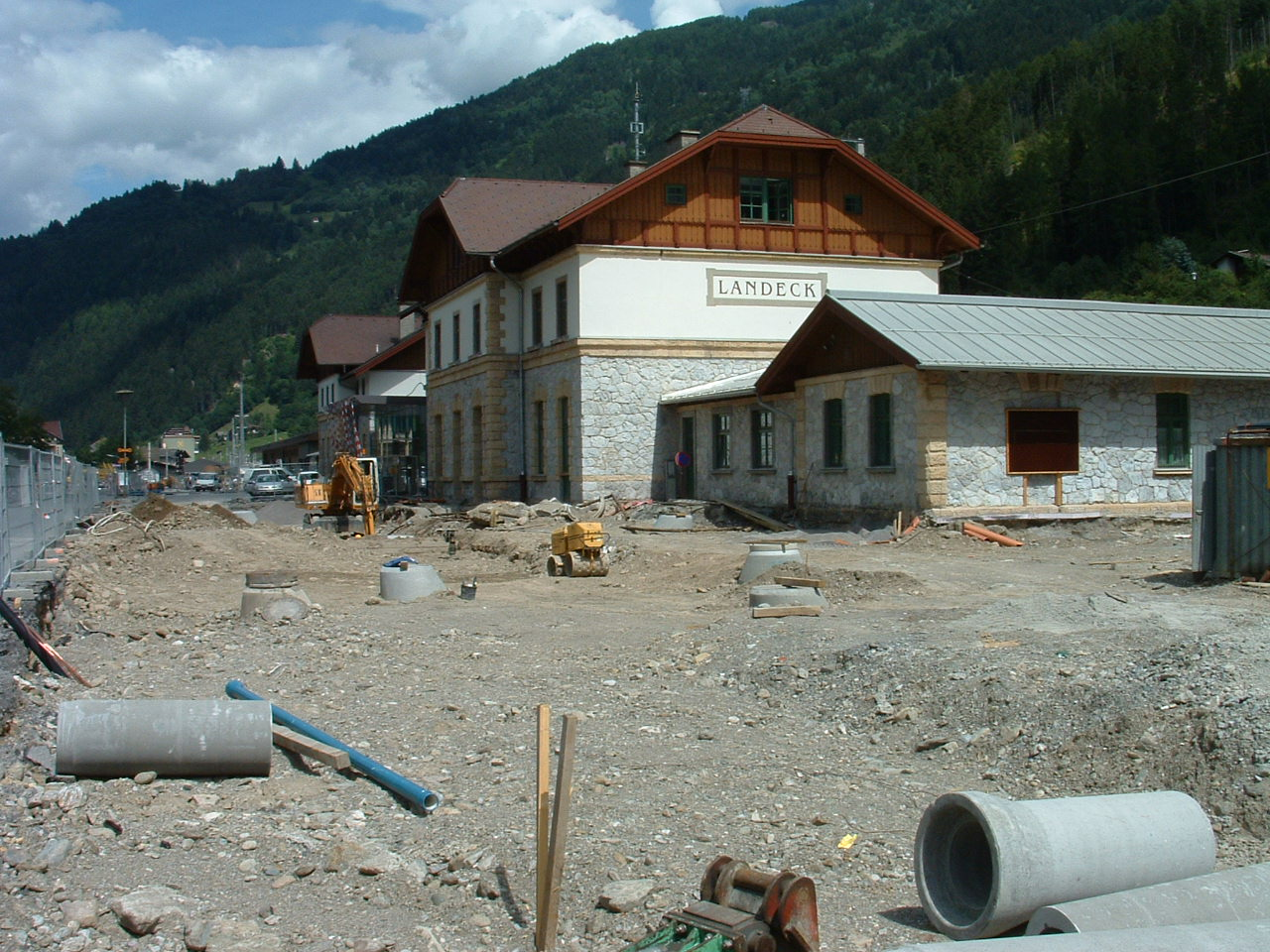
Herinrichting van het stationsplein in 2004
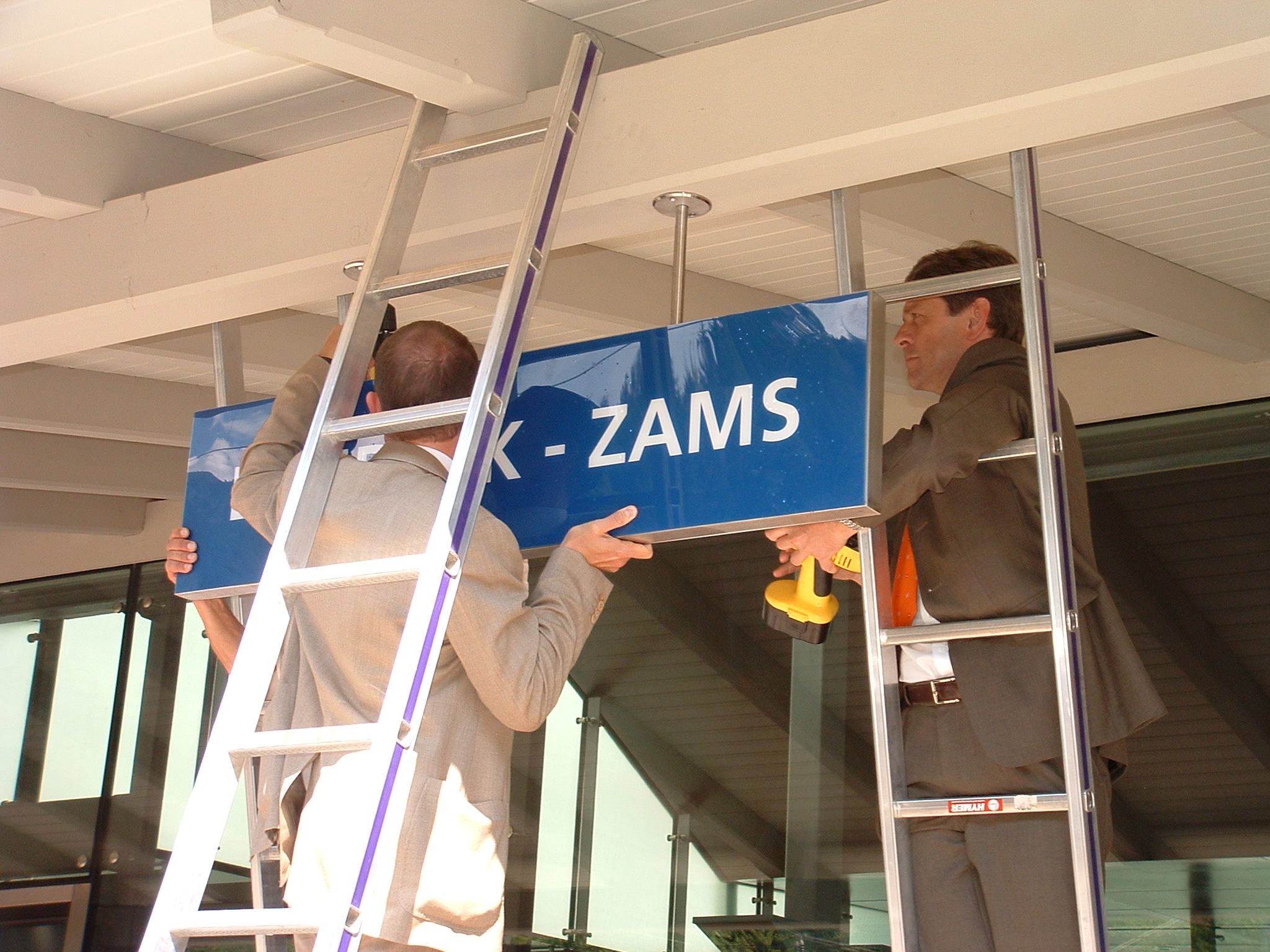
De burgemeesters van Landeck en Zams hangen samen het naambord met de nieuwe naam op
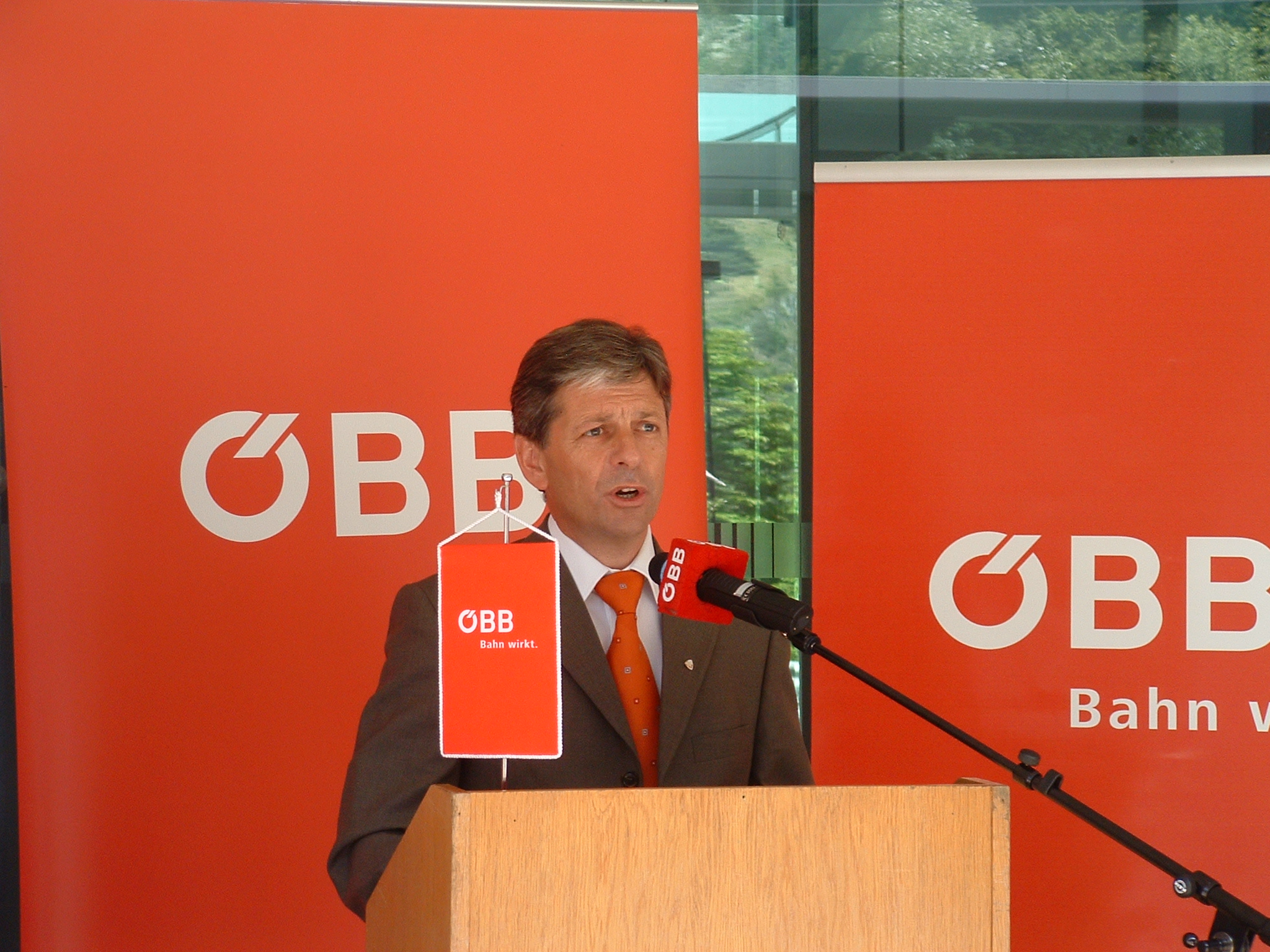
Burgemeester Helmut Gstir, van Zams, – hier bij de omdoping – was de initiator van de naamswijziging
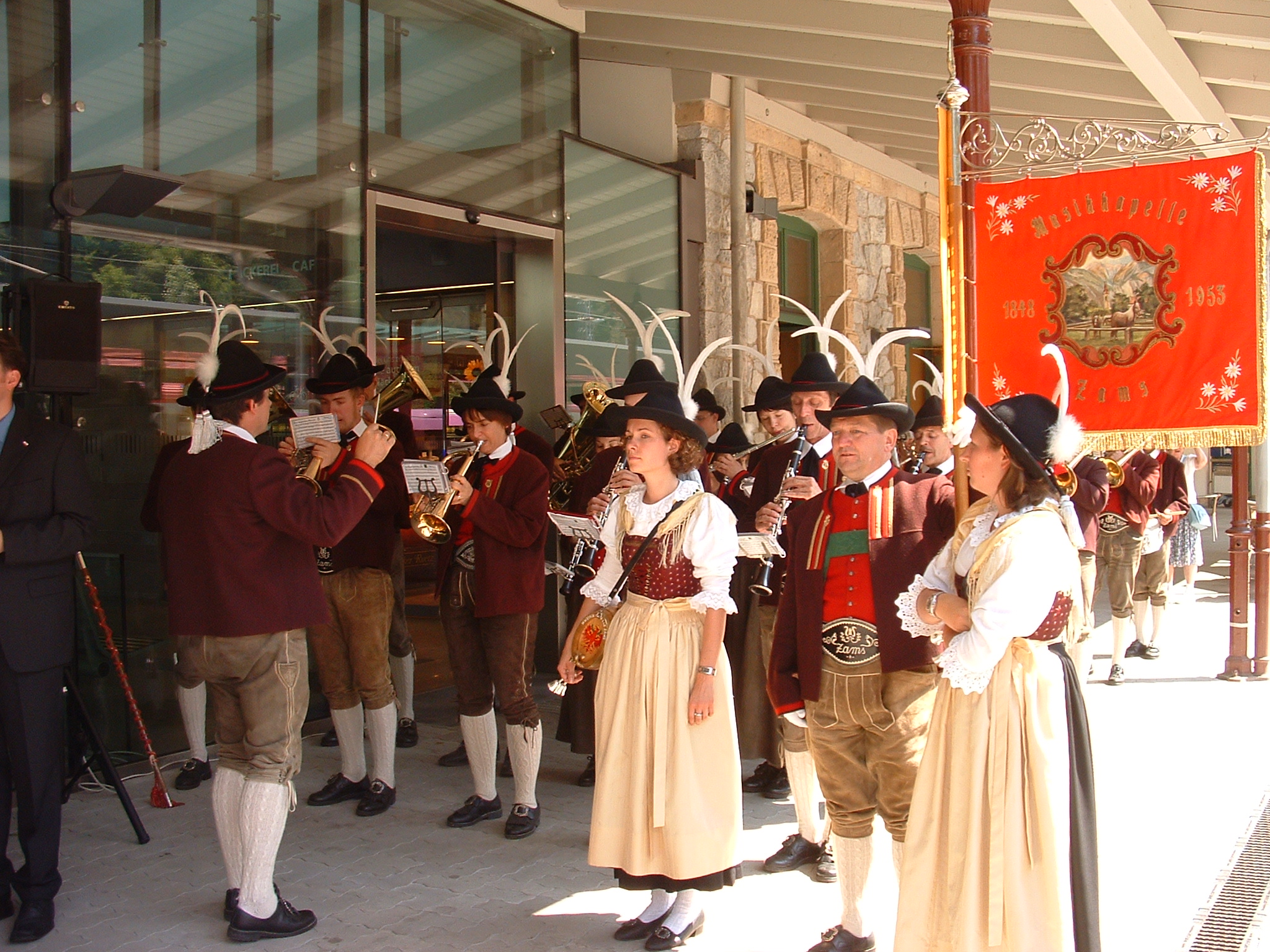
De muziekkapel van Zams bij de festiviteiten rond de omdoping
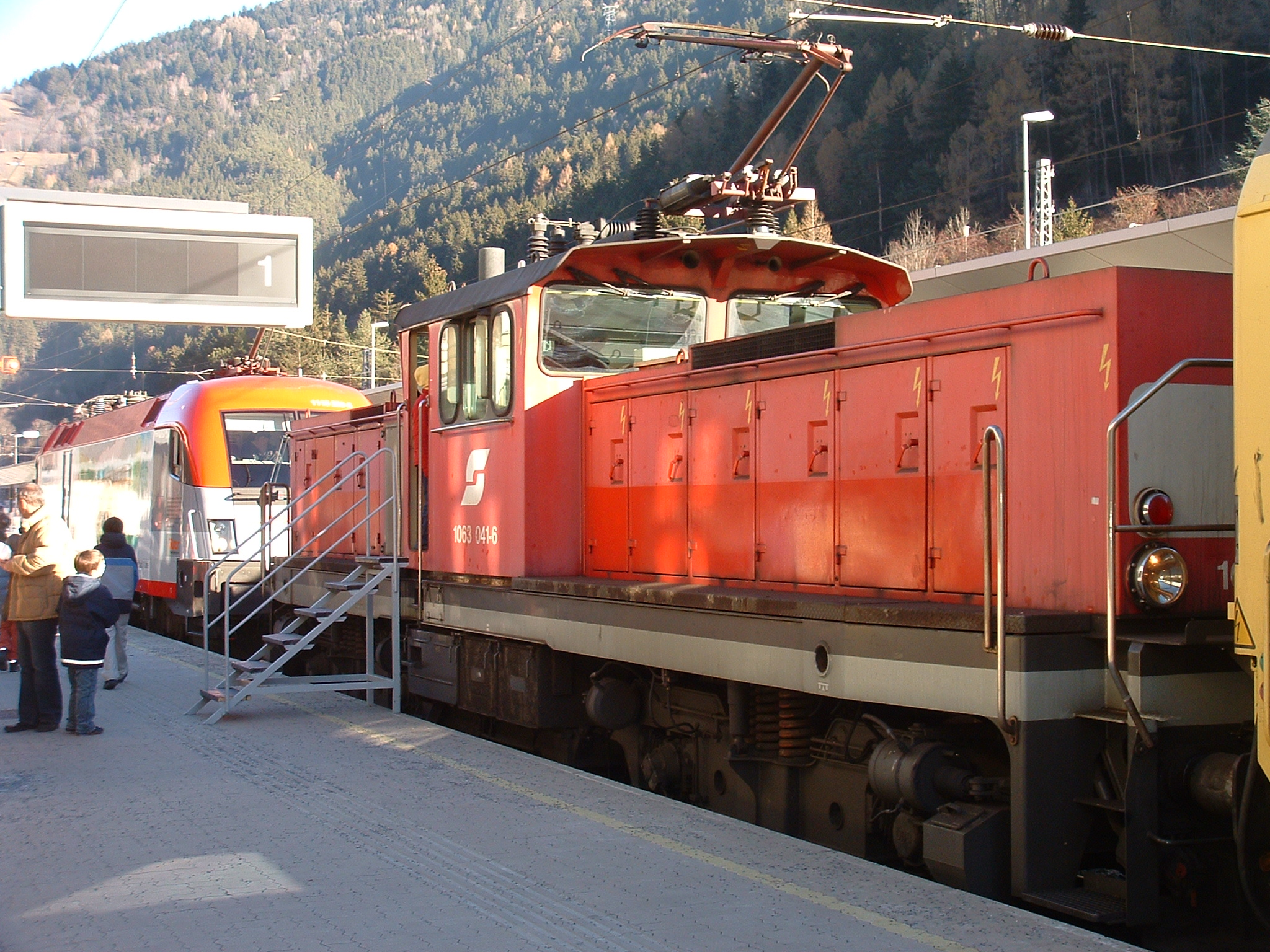
ÖBB 1063 en Semmering-Taurus op de open dag
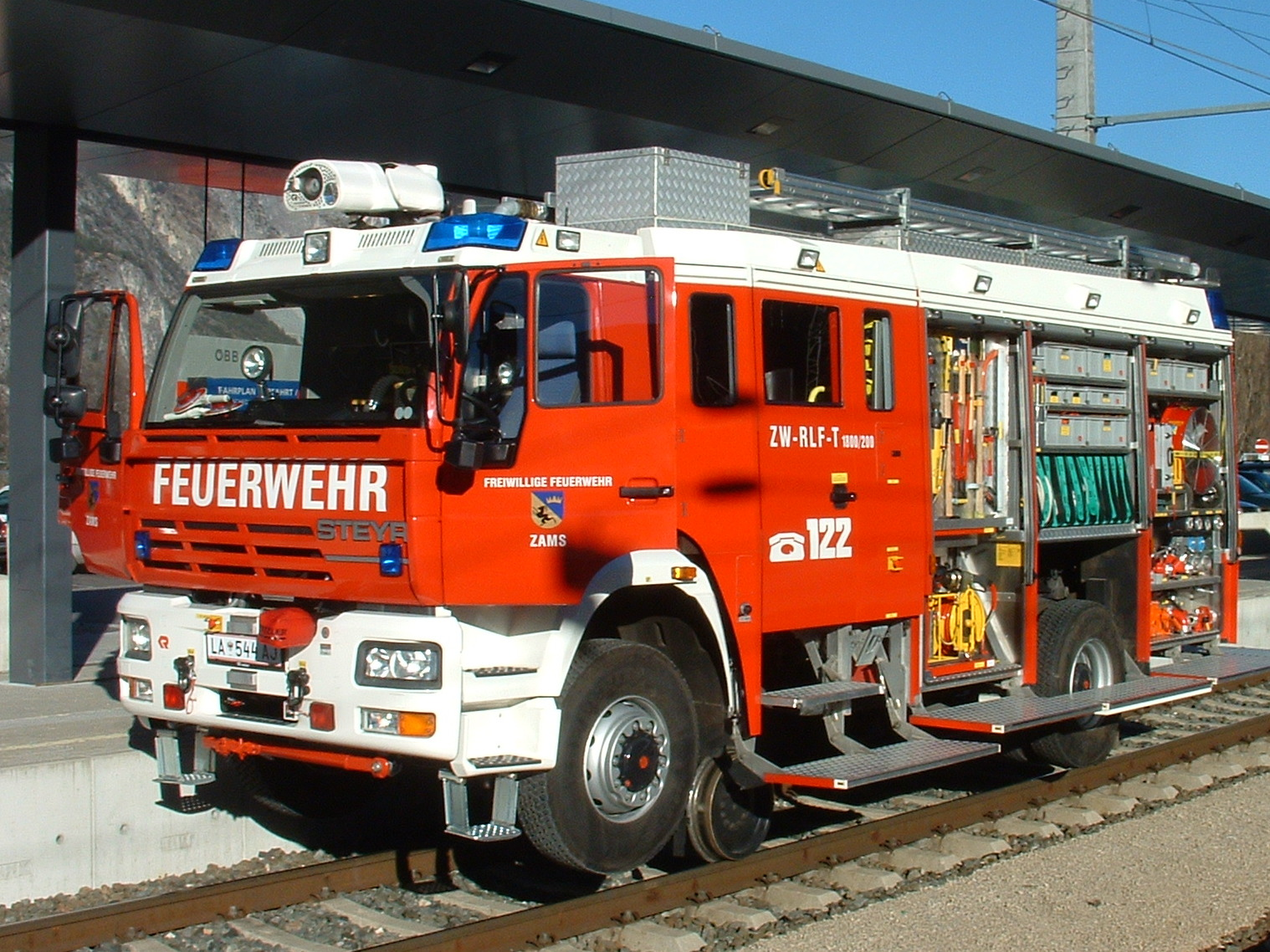
Een straat/spoor voertuig van de vrijwillige brandweer Zams tijdens de open dag